# Dennis Prager

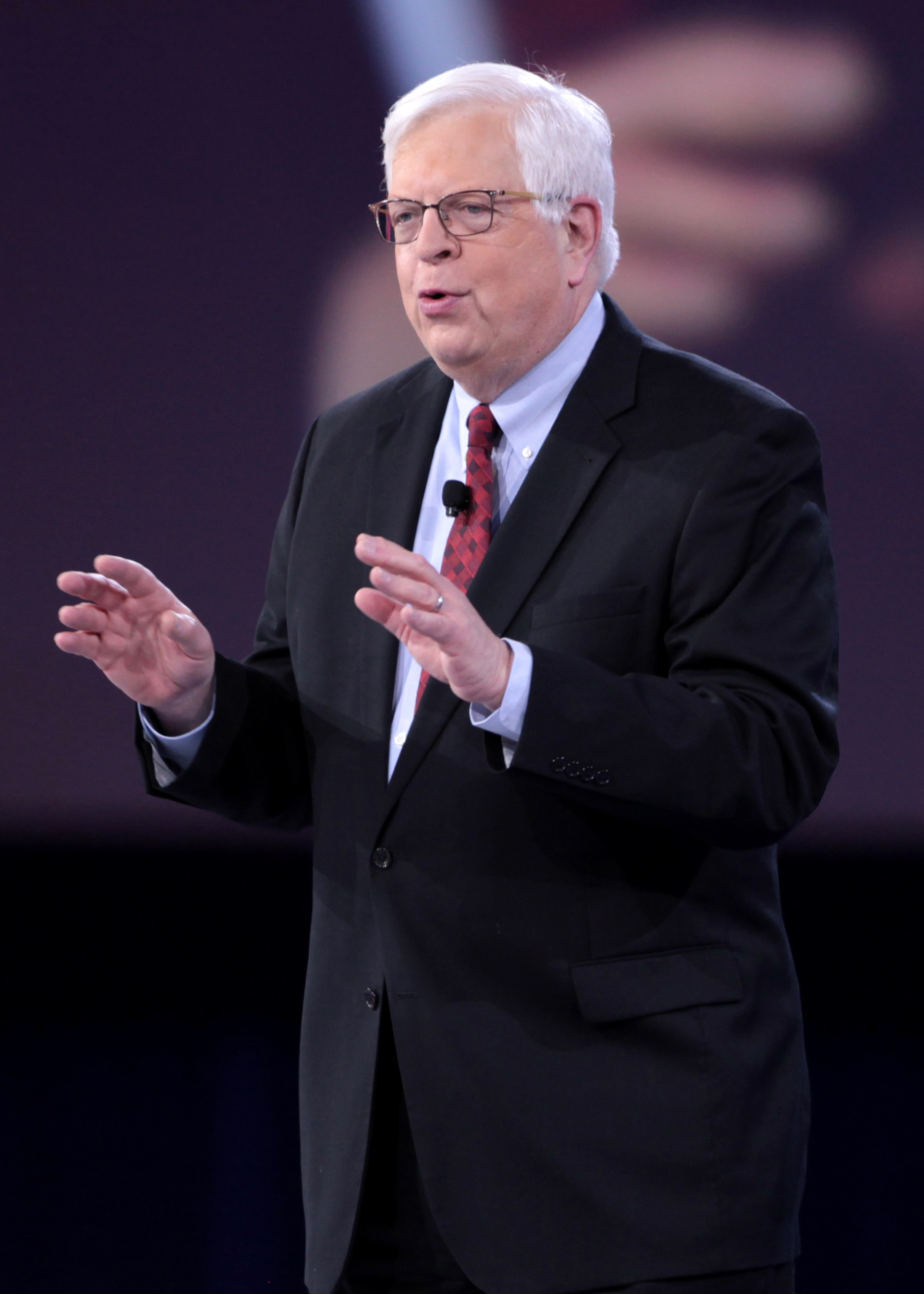
Dennis Prager (2016)

Dennis Prager (* 2. August 1948 in New York City) ist ein ultrakonservativer US-amerikanischer Radiotalkmaster, Journalist, Autor und Redner. Er ist bekannt für seine konservativen politischen Ansichten und für seine Kritik an der von ihm so genannten „linksliberalen Bildung“ in den USA und der Säkularisierung im 20. Jahrhundert.
Er moderiert eine US-weit verbreitete Radioshow bei der Salem Media Group, in der er seine Thesen erläutert. 2009 gründeten Prager und Allen Estrin PragerU, einen umstrittenen Social-Media-Kanal, der ultrakonservative und rechtsextreme Thesen verbreitet.

## Leben
Dennis Prager wuchs als Jude auf und graduierte 1970 mit einer Arbeit über den Mittleren Osten und russische Institutionen. 1969 verbrachte er ein Jahr an der Universität von Leeds in England. Nach seinem Russischstudium reiste er in die Sowjetunion, um Judaica zu retten, und traf dort jüdische Dissidenten. Nach seiner Rückkehr startete er seine Karriere als Redner mit Vorträgen über die Juden in der Sowjetunion. 1972 brach er sein Studium ab und schrieb stattdessen als Kenner der hebräischen Sprache eine Einführung in das Judentum (englisch: The Nine Questions People Ask About Judaism – Die neun Fragen, die Menschen an das Judentum haben). Dieses Buch wurde in mehrere Sprachen übersetzt. Ab 2018 schrieb er einen fünfteiligen Bibelkommentar The Rational Bible, der in den USA zum Bestseller wurde.
Er war ein Fellow der School of International Affairs der Columbia University, und seit 1982 ist er als Radiomoderator tätig. Durch den US-Präsidenten Ronald Reagan wurde er in die Wiener-Delegation der Konferenz über Sicherheit und Zusammenarbeit in Europa, der sogenannten Helsinki-Schlussakte, berufen. Durch George W. Bush wurde er zum Mitglied des U.S. Holocaust Memorial Council ernannt.
Im Jahr 2009 gründeten Prager und der Radioproduzent und Drehbuchautor Allen Estrin einen umstrittenen Social-Media-Kanal, genannt PragerU. Dabei handelt es sich nicht um eine universitäre oder akademische Einrichtung, sondern um einen Kanal mit ultrakonservativer bis rechtsextremer Ausrichtung, der entsprechende Personen und Inhalte porträtiert.

## Familie
1980 lernte Prager seine erste Ehefrau, Janice Adelstein, die Krankenschwester war, kennen. Sie heirateten 1981 und hatten zwei Jahre später einen Sohn. 1986 beantragte sie die Scheidung.

1988 heiratete Prager die Schauspielerin Francine Stone in einer Synagoge in Los Angeles. Das Ehepaar adoptierte 1992 einen Sohn. 2005 kündigte Prager während seiner Radiosendung an, dass er und Stone sich scheiden lassen würden. Ende 2008 heiratete Prager Susan Reed.

## Politische Positionen
Prager ist ein strenger Verteidiger Israels und des Judentums. Er lehnt die amerikanische Bürgerrechtsunion ACLU ab und ist gegen die Legalisierung von Marihuana. Als der muslimische Politiker Keith Ellison als erster US-Politiker seinen Amtseid auf dem Koran ablegte, zeigte sich Prager entrüstet. Man hätte ihn zwingen müssen, den Eid auf die Bibel abzulegen.

## Publikationen (Auswahl)
Prager hat mehrere Artikel und einige Bücher verfasst:
- Nine Questions People Ask About Judaism, mit Joseph Telushkin, 1986, ISBN 0-671-62261-7.
  - Judentum heute: neun Fragen an eine Weltreligion, ISBN 3-579-00766-1.
- Think a Second Time (1996), ISBN 0-06-098709-X.
- Judaism, Homosexuality and Civilization im Journal Ultimate Issues, NARTH Bulletin, Dezember 1996.
  - Das Geschenk des Judentums an unsere Kultur, OJC-Rundbrief Nr. 4, Bensheim 1997.
- Happiness Is a Serious Problem: A Human Nature Repair Manual, William Morrow, ReganBooksHarperPerennial, 1998/1999, ISBN 0-06-098735-9.
- Why the Jews? The Reason for Antisemitism, mit Joseph Telushkin, Simon & Schuster, 2003, ISBN 0-7432-4620-9.
- Still the Best Hope: Why the World Needs American Values to Triumph, 2012, ISBN 0-06-198512-0.
- The Ten Commandments: Still the Best Moral Code, 2015, ISBN 978-1-62157-417-0.
- The Ten Commandments: Still the Best Path to Follow, for children, 2015, ISBN 978-1-5113-1709-2.
- The Rational Bible: Exodus, 2018, ISBN 978-1-62157-772-0.
- The Rational Bible: Genesis, 2019, ISBN 978-1-62157-898-7.
- The Rational Passover Haggadah, Regnery Faith, 2022, ISBN 978-1-68451-258-4.